# Chris Warren
Chris Warren (Garland, Teksas, 19. siječnja 1981.) je američki profesionalni košarkaš. Igra na poziciji bek šutera, a trenutačno je slobodan igrač. 

## Profesionalna karijera
Kako nije izabran na NBA draftu 2003. i bio nepoznata ličnost u Europi, Warren potpisuje za meksički Panteras de Aguascalientes. Sljedeću sezonu proveo je u četiri kluba, prvo je igrao za čileanski Deportivo Universidad Católica, kasnije se vraća u svoj prvotnji klub Panteras de Aguascalientes, a onda u siječanjskom roku odlazi u portugalski Oliveirense. U veljači 2005. odlazi u Srbiju i potpisuje za beogradski Reflex. Sljedeće sezone natrag se vraća u Meksiko i potpisuje za Mineros de Cananeu. Velika prilika za transfer u Europu dogodila se u veljači 2006. kada odlazi u hrvatsku Cibonu Zagreb. U Ciboni je proveo sezonu i pol, i postao jednim od njihovih ponajboljih igrača. S njome je dvaput zaredom osvojio hrvatsko prvenstvo, imao dvije odlične sezone u Euroligi, i prosječno po utakmici postizao 13.7 i 15.6 poena. U ljeto 2008. odlazi u talijanski Air Avellino. Warren je nakon samo jedne sezone provedene u Avellinu napustio klub i potpisao za španjolskog prvoligaša Bilbaa. Tijekom igranja za Avellino bio je četvrti strijelac najjačeg košarkaškog natjecanja u Europi sa 16 poena, dok je poen manje postizao u talijanskom prvenstvu.

## Vanjske poveznice
- Profil na Euroleague.net
- Profil  Arhivirana inačica izvorne stranice od 29. prosinca 2008. (Wayback Machine) na Gamecocksonline.com